# 科尔特加萨 (奥瓦尔)
科尔特加萨是葡萄牙阿威罗区的一个堂区。总面积10.12平方公里，总人口4066人，人口密度401.8人/平方公里。